# Badenella gavisa
Badenella gavisa är en skalbaggsart som först beskrevs av Lane 1966.  Badenella gavisa ingår i släktet Badenella och familjen långhorningar. Inga underarter finns listade.